# Уильям Глостерский
Уильям Глостерский (Уильям Генри Эндрю Фредерик, англ. Prince William of Gloucester; 18 декабря 1941, Барнет, Большой Лондон — 28 августа 1972, Аэропорт Вулверхэмптон, Стаффордшир) — британский принц, двоюродный брат королевы Елизаветы II. Старший сын герцога Глостерского Генри и его супруги Алисы, урожденной Монтегю-Дуглас-Скотт, погиб в авиакатастрофе. Уильям, принц Уэльский был назван в его честь.

## Биография
Принц Уильям Генри Эндрю Фредерик родился 18 декабря 1941 года. Его отцом был британский принц Генри, герцог Глостерский, третий сын покойного на тот момент короля Георга V и его супруги Марии Текской. Мать — Алиса, герцогиня Глостерская, урожденная Монтегю-Дуглас-Скотт, дочь 7-го герцога Баклю и 9-го герцога Куинсбери и леди Маргарет Бриджмен. Приходился племянником королям Эдуарду VIII и Георгу VI, а также был двоюродным братом королеве Елизавете II. Его младший брат — Ричард, следующий герцог Глостерский. С рождения имел титул «Его Королевское Высочество»

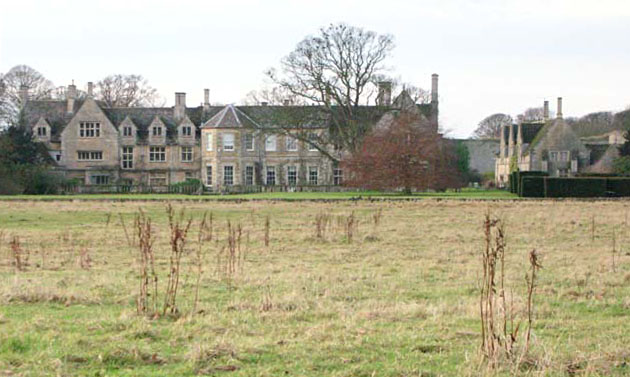
Поместье Барнвелл Манор

Крещён в часовне Виндзорского замка 22 февраля 1942 года. Его крестными были: король Георг VI (его дядя), вдовствующая королева Мария (его бабушка), принцесса Елена Виктория Шлезвиг-Гольштейнская, леди Маргарет Мей, лорд Уильям Монтегю-Дуглас-Скотт (дядя со стороны матери) и Джон Горт, виконт Горт. Из-за войны нет точных достоверных данных, где проходило крещение молодого принца. Одним из первых публичных выходов принца в свет стала свадьба его кузины принцессы Елизаветы и Филиппа Маунтбеттена в 1947 году. Он был одним из пажей на свадьбе, другим был принц Майкл Кентский.
Принц Уильям провёл своё детство в поместье Барневелл, потом семья переехала в Австралию, где его отец был генерал-губернатором в период с 1945 по 1947 годы. Получил образование в Wellesley House Preparatory School, а также в Итонском Колледже. После окончания Итонского колледжа в 1960 году продолжил обучение в Колледже Магдалины в Кембридже. Закончил его в 1968 году.
В 1953 году принц присутствовал на коронации Елизаветы II.
Принц Уильям, будучи членом Королевской семьи, активно занимался общественной жизнью, работал в британском посольстве в Токио.
В 1970 году у принца была обнаружена порфирия. Этой болезнью страдал предок принца — король Георг III, — который и передал это заболевание некоторым своим потомкам, членам королевским семей Великобритании и Пруссии, а также мелких немецких княжеств. Принц подал в отставку и вернулся в Англию. В следующие месяцы кожа принца покрывалась волдырями и сыпью. Врачи рекомендовали ему избегать солнечного света и некоторых лекарственных препаратов, которые могли вызывать воспаления на коже. Болезнь принца тщательно скрывали от общественности.

### Смерть
Уильям любил участвовать в гонках на самолётах. В 1972 году он принял участие в гонке Goodyear International Air Trophy в Стаффордшире. Вместе с ним в самолёте находился пассажир Вирел Митчелл — лётчик, с которым принц часто летал. Принц не смог справиться с управлением, вследствие чего самолет зацепился крылом за дерево, и, врезавшись в землю, взорвался. Оба находившихся в самолёте погибли на месте.
Принц Уильям был наследником своего отца в качестве герцога Глостерского. После его смерти наследником стал его младший брат Ричард. Отец принца умер через 2 года, мать скончалась в возрасте почти 103 лет в 2004 году, став на данный момент самым долгоживущим членом королевской семьи за всё время существования британской монархии.
Принц похоронен на Королевском кладбище Фрогмор. Рождённый в 1982 году принц Уильям, принц Уэльский, был назван в честь Уильяма Глостерского.

## Титул
- 18 декабря 1941 — 28 августа 1972: Его Королевское Высочество принц Уильям Глостерский, принц Великобритании и Ирландии